# 오세아니아어군
오세아니아어군(영어: Oceanic languages)은 약 450개 오스트로네시아어족 언어의 잘 확립된 분기군이다. 오세아니아어군 언어의 화자들이 거주하는 영역에는 폴리네시아와 더불어 멜라네시아 및 미크로네시아의 많은 지역들이 포함된다.
광대한 영역에 걸친 것에 비해, 오세아니아어군 언어의 총 화자 수는 단 200만 명이다. 화자 수가 가장 많은 오세아니아어군 언어들은 600,000명 이상이 사용하는 동피지어와 400,000명 정도가 사용하는 사모아어이다. 키리바시어, 통가어, 타히티어, 마오리어, 서피지어, 쿠아누아어(톨라이어)는 각각 100,000명 이상의 화자가 있다.
이 어군의 공통 조어로 재구된 언어는 오세아니아조어(약자는 "POc")라고 부른다.

## 분류
오세아니아어군은 1896년 시드니 허버트 레이가 처음으로 하나의 어족을 이룬다는 사실을 밝혔으며, 말레이폴리네시아어파를 제외하면 오스트로네시아어족 내에서 유일하게 확립된 대규모 분기군이다. 문법적으로는 뉴기니섬 북부의 파푸아 제어로부터 강한 영향을 받았으나, 오스트로네시아어족의 어휘를 상당히 많이 보존하고 있다.

### Lynch, Ross, & Crowley (2002)
Lynch, Ross, & Crowley (2002)에 따르면, 오세아니아어군 언어들은 종종 서로 연결체를 이룬다. 연결체는 역사적으로 방언연속체였던 것이 개별 언어로 발달하는 경우 형성된다. 인접한 언어들이 공유하는 언어 혁신을 기준으로, 별도의 조상 언어를 재구할 수 없는, 서로 조금씩 겹치는 하위 분류들의 연쇄('연결체')를 정의할 수 있다.
Lynch, Ross, & Crowley (2002)에서는 오세아니아어군을 크게 세 어군으로 나눈다.
- 애드미럴티 연결체: 마누스섬 및 그 연안 섬들과 서쪽의 작은 섬들에서 사용되는 언어들.
- 서오세아니아(WOc) 연결체: 서뉴기니 북안, (애드미럴티 제도를 제외한) 파푸아뉴기니, 솔로몬 제도 서부의 언어들. 서오세아니아어군은 다시 서너 개의 하위 연결체와 어군으로 나뉜다.

- ? 사르미자야푸라 연결체: 북뉴기니 연결체의 일부?
- 북뉴기니 연결체: 자야푸라 동쪽, 뉴기니섬 북안의 언어들로 구성.
- 메소멜라네시아 연결체: 비스마르크 제도와 솔로몬 제도의 언어들로 구성.
- 파푸아말단 연결체: 파푸아 반도 끝자락의 언어들로 구성.

- 중동오세아니아(CEOc) 연결체: 애드미럴티제도어군과 서오세아니아어군에 속하지 않는 오세아니아의 거의 모든 언어들. 중동오세아니아어군은 너댓 개의 하위 어군으로 나뉜다.

- 남동솔로몬 연결체: 솔로몬 제도 남동부에 분포.
- (우투푸아바니코로 연결체: 이후 테모투어군으로 재분류).
- 남오세아니아 연결체: 누벨칼레도니와 바누아투의 언어들로 구성.
- 중앙오세아니아 연결체: 폴리네시아어군과 피지의 언어들로 구성.
- 미크로네시아 연결체.

위의 세 어군에 들어가지 않지만 오세아니아어군으로 분류되는 (Lynch, Ross, & Crowley의 표현을 빌리자면) "나머지" 언어들은 다음과 같다.
- 성 마티아 연결체.
- ? 야프어: 야프섬에서 사용. 애드미럴티제도어군의 일부?

Ross & Næss (2007)에서는 중동오세아니아어군의 우투푸아바니코로어군을 오세아니아어군의 새 주요 분기군으로 재설정했다.
- 테모투 연결체: 솔로몬 제도의 테모투 주에서 이름을 따옴.

Blench (2014)에서는 우투푸아어군과 바니코로어군을 오스트로네시아어족에 속하지 않는 별개의 분기군으로 분류한다.

## 비오스트로네시아어족설
Roger Blench (2014)에서는 우투푸아어군과 바니코로어군을 비롯해 많은 오세아니아어군 언어들이 실제로는 비오스트로네시아어족 (혹은 계통적 분류가 아닌 지리적 분류로서 파푸아) 제어에 속한다고 주장했다. Blench는 우투푸아어군과 바니코로어군이 가까운 친연 관계가 있다는 주장에 의문을 제기하고, 두 어군이 함께 묶여서는 안 된다고 주장했다. 우투푸아어군의 세 언어와 바니코로어군의 세 언어가 각각 서로 크게 다르기 때문에, Blench는 이 언어들이 우투푸아섬과 바니코로섬에서 다양하게 분화된 것이 아니라, 다른 곳에서 이 두 섬으로 이주해 왔다는 의혹을 제기했다. Blench에 따르면, 이는 역사적으로 오스트로네시아계 및 비오스트로네시아계 이주민들이 비스마르크 제도의 라피타 원주지에서부터 동쪽으로 뻗은 여러 섬들로 이주해 간 라피타 인구 확장에서 기인했다고 한다.
Blench (2014)에서 전통적으로 오세아니아어군으로 분류되지만 실제로는 비오스트로네시아어족일 것으로 의심하는 다른 언어들로는 말레이폴리네시아조어 어휘 보존율이 단 5%인 서뉴브리튼의 카울롱어와, 누벨칼레도니 북쪽에서 쓰이는 루아요테 제도의 언어들이 있다.
Blench (2014)에서는 다음과 같이 전통적 오세아니아어군 언어를 유형화했다.
- '오스트로네시아어족으로 분류되지만 실제로는 비오스트로네시아어족일 수 있는' 언어들은 바누아투 북부와 남부에서 사용된다(다양한 남오세아니아어군 언어들이 해당).
- '오스트로네시아어족이지만 비오스트로네시아어족과의 이중언어 사용을 겪었을 수 있는' 언어들은 바누아투 중부와 누벨칼레도니에서 사용된다(다양한 남오세아니아어군 언어들이 해당).
- '비오스트로네시아어족이고, 다른 일부는 전통적으로 오스트로네시아어족으로 분류되지만 실제로는 비오스트로네시아어족일 수 있는' 언어들은 솔로몬 제도와 뉴브리튼섬에서 사용된다(메소멜라네시아어군에 해당).

## 어순
오세아니아어군 언어들의 어순은 매우 다양하며, 다음과 같은 지리적 분포를 보인다(Lynch, Ross, & Crowley 2002:49).
- SVO: 애드미럴티 제도, 마컴 계곡 대부분, 시아시 제도, 뉴브리튼섬 대부분, 뉴아일랜드섬, 부건빌섬 일부, 솔로몬 제도 남동부의 대부분, 바누아투 대부분, 누벨칼레도니 일부, 미크로네시아 대부분
- SOV: 파푸아뉴기니 중부 및 남동부, 마컴 계곡 일부, 마당 해안, 웨와크 해안, 사르미 해안, 부건빌섬의 몇몇 지역들, 뉴브리튼섬 일부
- VSO: 뉴조지아섬, 산타이사벨섬 일부, 폴리네시아의 많은 지역들, 야프섬
- VOS: 피지어, 아네좀어, 루아요테 제도, 키리바시, 누벨칼레도니의 많은 지역들, 응겔라 제도
- TVX (T = 주제어, V = 동사, X = 주제가 아닌 논항): 부건빌섬의 많은 지역들, 슈아절섬, 산타이사벨섬 일부

## 같이 보기
- 언어 변화의 파도 모형